# Place Coluche
La place Coluche est une place de Paris, située à cheval sur les 13e et 14e arrondissements.

## Situation et accès
Elle est située à cheval des quartiers de la Maison-Blanche et du Parc-Montsouris, à l'angle des voies suivantes :
- dans le 14e arrondissement, la rue d'Alésia et l'avenue Reille ;
- à cheval sur les 13e et 14e arrondissements, la rue de la Santé et la rue de l'Amiral-Mouchez ;
- dans le 13e arrondissement, la rue de la Glacière, la rue de Tolbiac et la rue Boussingault.

## Origine du nom

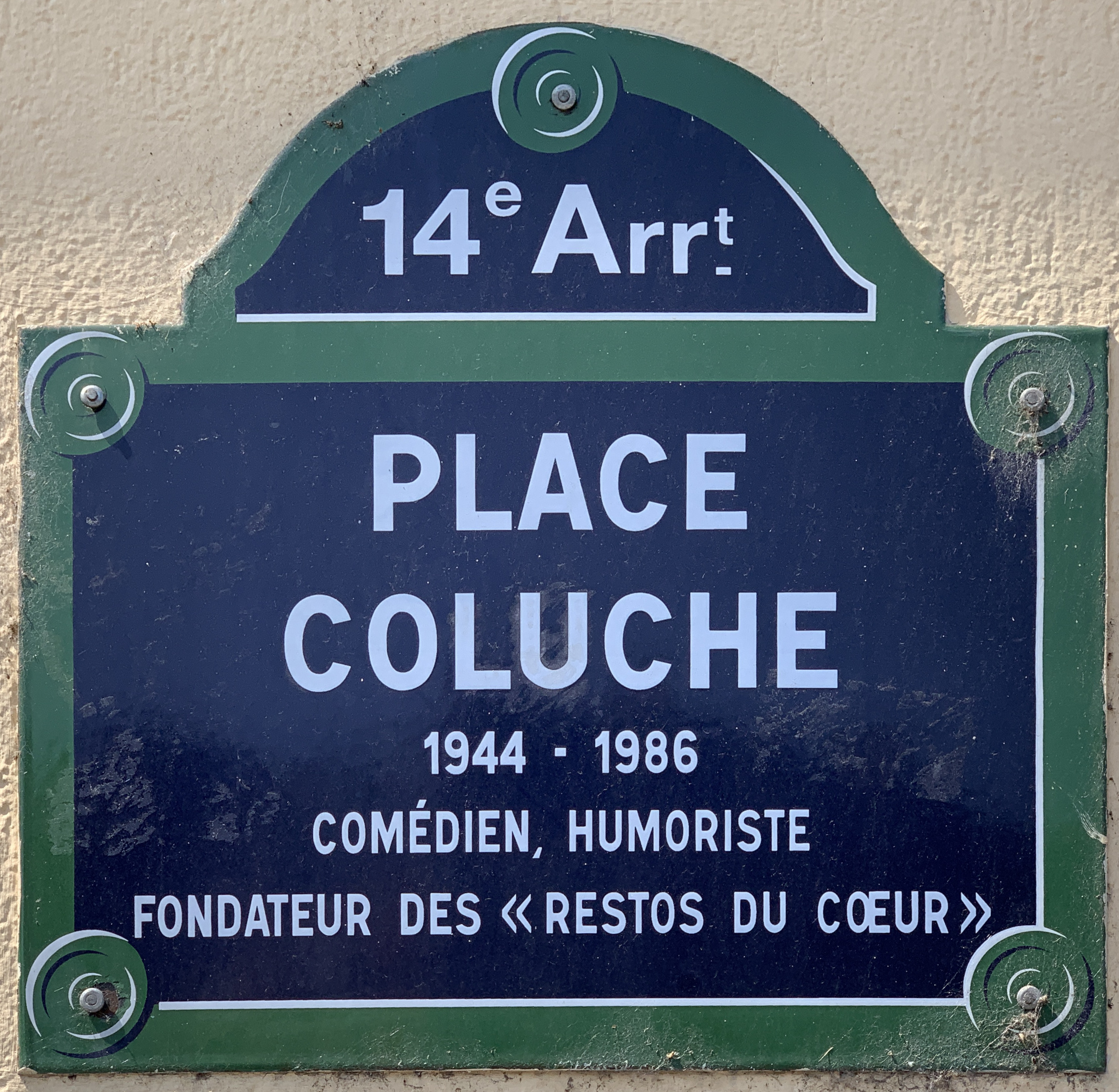
Plaque de la place.

Cette place a été baptisée en l'honneur de Michel Colucci dit Coluche, humoriste, comédien, et fondateur des Restos du Cœur, à l'occasion du 20e anniversaire de sa mort. Elle se situe non loin de la maison où il a vécu, près du parc Montsouris.

## Historique
Elle a été créée par un arrêté municipal du 5 novembre 2002, mais inaugurée seulement le 29 octobre 2006.
Dans l'intervalle, elle apparaissait sous ce nom sur certains plans, tandis que d'autres l'ignoraient, et qu'aucun panneau indicateur n'indiquait ce nom sur la place elle-même. Elle a été inaugurée par le maire de Paris, Bertrand Delanoë, et les maires des 13e et 14e arrondissements, respectivement Serge Blisko et Pierre Castagnou. Étaient présents la veuve de l'humoriste, Véronique Colucci, et leurs deux fils, Romain et Marius, ainsi que plusieurs personnalités telles que Josiane Balasko, Renaud, Luis Rego ou Georges Moustaki.
Michel Dansel rapporte le témoignage d’une ancienne habitante du quartier :

« Le carrefour Glacière-Alésia-Tolbiac était à la fin du siècle dernier, me racontait une vieille voisine (morte presque centenaire), un coin de campagne qui attirait le dimanche les Parisiens du Centre. À l’angle des rues d’Alésia et Reille, elle avait connu un grand champ de blé et d’innombrables jardins. »

## Bâtiments remarquables et lieux de mémoire
- Le jardin Marie-Thérèse-Auffray se situe à proximité de la place.

## Source
- Débats et délibération du conseil municipal de Paris, le 23 ou le 24 septembre 2002, portant « attribution de la dénomination “place Coluche” à une place des 13e et 14e arrondissements » (DAUC 124).